# Hi-King
『Hi-King』（ハイキング）は、1990年2月21日に発売されたJITTERIN'JINNの2枚目のアルバム。

## 解説
- セカンド・シングル「プレゼント」リリースの1週間後に発売されたアルバムである。
- CDとカセットテープが同時発売されている。

## 収録曲
全作詞・作曲・編曲：破矢ジンタ
1. かなしいな
2. トレイン トレイン
3. プリプリダーリン
4. BABY BABY
5. プレゼント（Album Version）
6. 雨